# Zdeněk Žemla
Zdeněk Žemla, pseudonym Jánský byl český tenista. Účastnil se Athénských olympijských meziher 1906 v řeckých Athénách. Získal zde dvě bronzové medaile. První byla z dvouhry, v níž ve druhém kole vypadl s pozdějším stříbrným medailistou Mauricem Germotem z Francie. Druhý bronzový kov vybojoval v mužské čtyřhře společně s bratrem Ladislavem Žemlou, když podlehli řecké dvojici Xenophon Kasdaglis a Ioannis Ballis.